# Parisiskor
Parisiskor är en svensk film från 1928 regisserad av Gustaf Molander. 

## Handling
Två grannfamiljer i ett hus i Paris har samma efternamn, Duval, vilket leder till förväxlingar i postgången. Detta i sin tur ställer till oreda bland de unga förälskade i husets lägenheter.

## Om filmen
Filmen premiärvisades den 23 januari 1928 på biograf Röda Kvarn i Stockholm. Den spelades in 1927 vid Universum-Films Tempelhofateljéer i Berlin och vid Filmstaden i Råsunda med exteriörscener från Paris. De avslutande interiörerna från Trianonteatern är filmade på Komediteatern i Stockholm. För foto svarade Julius Jaenzon. Ruth Weyhers pianospelande händer tillhör i närbilderna Hjördis Petterson. Filmen var barnförbjuden och beskrevs som en elegant serverad komedi med dramatiskt inslag mot bakgrunden av dagens mondäna Paris. Filmens tyska titel är Dr. Monnier und die Frauen.

## Rollista i urval
- Alexander Murski – Napoleon Gambetta Duval, operasångare, Nitas och Jeannes far
- Ruth Weyher – Jeanne Duval, pianist, hans dotter
- Margit Manstad – Nita Duval, skådespelerska, Jeannes syster
- Karin Swanström – Rose Duval, änkefru
- Louis Lerch – doktor Leon Monnier, läkare, inneboende hos änkefru Duval
- Miles Mander – Armand de Marny, författare på modet
- Georg Blomstedt – Pinet, direktör för Trianonteatern
- Hans Junkermann – greve Rochefort, Trianonteaterns finansiär
- Margita Alfvén – fröken Savelly, skådespelerska
- Ragnar Arvedson – skådespelare i pjäsen "Pistols for Two"
- Olav Riégo – skådespelare i pjäsen "Pistols for Two"
- Albert Paulig – portvakt i Duvals hus
- Elisabeth Frisk – påkläderska på Trianonteatern
- Knut Lambert – tågresenär
- Lisskulla Jobs – husa hos Monnier
- Ludde Juberg – skådespelare i kulissen på Trianonteatern
- Tom Walter – scenarbetare som skakar ner snö